# Доганія плеската
Доганія плеската (Dogania subplana) — єдиний вид черепах роду Доганія родини Трикігтеві черепахи. Інша назва «малайська м'якотіла черепаха».

## Опис
Загальна довжина карапаксу сягає 24—35 см. Ця черепаха має непропорційно велику й товсту голову. Морда витягнута. Шия доволі коротка. Панцир досить плаский, плескатий з декількома рядками поздовжніх горбиків. З віком відбувається втрата з'єднання між кістками, що додає карапаксу гнучкість та дозволяє ховати під панцир голову. Лапи потужні з розвиненими перетинками.
Загальне забарвлення у доганії сірувато—коричневе з 4 темними цятками на спині. На витягнутій шиї з боків видно по великій червоній плямі. Пластрон сіруватого або кремового кольору.

## Спосіб життя
Практично усе життя проводить у водоймах. Полюбляє неглибокі струмки та річки. Харчується здебільшого молюсками. У неволі вона виявляє сумирний характер, охоче їсть м'ясо і дощових хробаків, але відмовляється від риби.
Самиця відкладає від 3 до 7 яєць довжиною 22—31 мм. Інкубаційний період триває 72 діб.

## Розповсюдження
Мешкає у М'янмі, Таїланді, Малайзії, на Великих Зондських і Філіппінських островах.